# Der Letzte Lude

Der letzte Lude est un film allemand de Stephen Manuel sorti en 2003.

## Synopsis
Andy approvisionne les prostituées de Stullen sur le Kiez de Hambourg. Quand Slobo, le « roi de Kiez » quitte pour un court temps la ville, il condamne Andy à faire attention à son amie Anica. Simultanément Andy doit introduire le comédien de Soap Timo dans le milieu : celui-ci fait des recherches pour son nouveau rôle. Mais Anica se révèle ne pas être comme elle se présente...

## Fiche technique
- Titre original : Der letzte Lude
- Réalisation : Stephen Manuel
- Scénario : Mathias Dinter, Martin Ritzenhoff
- Images : Stephan Schuh
- Montage : Anne Loewer
- Musique : Stefan Ziethen
- Producteurs : Mischa Hofmann, Philip Voges
- Société de production : Goldkind Filmproduktion (Munich)
- Coproduction : Constantin Film Produktion (Munich), Starhaus Filmproduktion (Munich), Ziegler Film (Berlin), Bioskop-Film (Munich)
- Pays d'origine : Allemagne
- Date de sortie : 
  - juillet 2003[Où ?]
- Genre : comédie
- Durée : 90 minutes

## Distribution
- Lotto King Karl : Andy Ommsen
- Tobias Schenke : Timo Held
- Alexandra Neldel : Anica
- Erdal Kacer : Kiezkönig Slobo
- Axel Wedekind : Milan
- Luca Maric : Zoran
- Bernd Gnann : Rümelin
- Michael Müller : Rossi
- Torsten Voges : Vorhaut Franky
- Jorgen Frankische : Harry Frost
- Kai Maertens : Walli